# Étienne Fulgence Janin
Pour les articles homonymes, voir Janin.
 (octobre 2019).
Si vous disposez d'ouvrages ou d'articles de référence ou si vous connaissez des sites web de qualité traitant du thème abordé ici, merci de compléter l'article en donnant les références utiles à sa vérifiabilité et en les liant à la section « Notes et références ».
Étienne Fulgence Janin, né à Tours le 10 février 1780 et mort en août 1847, est un général français.

## Biographie
Il faisait ses études chez les Oratoriens à l'époque de la Révolution française. Il se destina d'abord à la chirurgie. Une expédition pour l'Égypte se préparait sous les ordres de l'amiral Ganteaume : vers la fin de l'an VIII, Janin fut nommé sous-lieutenant, sur sa demande, pour en faire partie et envoyé à Toulon, mais il arriva après le départ de la flotte ; un navire, portant des dépêches, le prit à bord, il fut rencontré par les Anglais qui lui donnaient la chasse et il vint échouer sur la côte de Gênes après avoir soutenu un combat dans lequel Janin fut blessé.
Mandé à Paris, il fut ensuite dirigé sur la 10e demi-brigade, qu'il rejoignit en Suisse en septembre 1801. Le 14 prairial an XII il passa lieutenant au 94e régiment de ligne. Il fit la bataille d'Austerlitz avec la première compagnie de voltigeurs du 94e, à l'époque de la création de ces compagnies. Il assista à la bataille d'Iéna en 1806, aux combats de Halle, de Wahren, de la Pinnau ; le 2 novembre la première compagnie des voltigeurs du 94e enleva à la baïonnette le village de Goauzein[Où ?], deux caissons, une pièce de canon, un drapeau, un major prussien et 200 soldats. Le lendemain 3, dans une nouvelle charge, les voltigeurs du 94e repoussèrent la cavalerie prussienne et dégagèrent le maréchal Bernadotte ; le 6 ils surprennent à Israëldorf, au moment où ils déjeunaient, Blücher et son état-major. Ceux-ci ont à peine le temps de se sauver, tandis qu'un régiment prussien met bas les armes ; par suite de ce coup de main dont le premier corps profita, toute l'armée de Blücher capitula le lendemain et défila prisonnière devant le prince de Pontecorvo.
Le 1er janvier 1807 M. Janin fut nommé capitaine au choix du corps. Après la bataille d'Eylau, il reçut la Croix d'honneur et devint aide-de-camp du général Razout, puis du général Friant. En 1808 il rejoignit de nouveau le général Razout en Espagne et fit partie du troisième corps sous les ordres de Moncey. Il se distingua à l'attaque de Valence, au Siège de Saragosse (1808), aux batailles de Tudela et de Saragosse et assista à onze combats partiels en 1809.
Janin suivit son général à la Grande Armée, se trouva à la bataille d'Enzersdorf, et dégagea le général Razout à Wagram, au moment où celui-ci ayant dépassé la ligne de ses tirailleurs se trouvait enveloppé par la cavalerie autrichienne. Il fut nommé alors chef de bataillon, fut envoyé à Châteauroux pour organiser et commander un régiment (3 janvier 1810) et alla rejoindre à Salamanque l'armée de Portugal. Le maréchal Ney lui donna le commandement du 6e bataillon du 82e. Il prit le commandement de ce régiment pendant le siège d'Almeida à la bataille de Buçaco (27 septembre), le commandant Janin se distingua particulièrement. Pendant la retraite de Portugal, il commanda plusieurs fois l'extrême arrière-garde et y déploya une grande valeur.
Envoyé en France pour réorganiser son bataillon qui avait beaucoup souffert, il fut conservé major (lieutenant-colonel), repartit pour l'Espagne où il arriva le 19 juillet, fut employé à la petite guerre, déjoua les projets du chef el Pastor (général Jaureguy), rejoignit l'armée de Portugal, commanda provisoirement le 70e de ligne et eut quelques engagements heureux.
À la bataille de Lützen (1813) il eut son cheval tué et fut blessé; à Bautzen il fut de nouveau blessé au commencement de la bataille, n'en resta pas moins à la tête du régiment qui perdit 400 hommes en s'emparant d'une batterie. L'Empereur, témoin de la glorieuse conduite du major Janin, lui donna 23 croix. Cette rare récompense était accordée à des conscrits de trois mois de service. Quant à M. Janin, il fut nommé colonel le 2 août, et le 6 chef de l'état-major de la 45e (division. Le colonel fut fait prisonnier après la capitulation de Dresde, envoyé à Raab (Hongrie), rentra en France en 1814 et se retira dans ses foyers aux environs de Tours.
Le 15 mai 1815, l'Empereur l'attacha au 6e corps, commandé par le comte de Lobau. Le 18 juin, à Waterloo, il eut son cheval tué sous lui, reçut plusieurs blessures, fut fait prisonnier et conduit en Angleterre. Le 26 septembre suivant il rentra en France et s'occupa de la gestion de ses terres de la Thibauderie à Saint-Bonnet, commune de Sérigny (Vienne).
Le 7 août 1830 le colonel Janin fut remis en activité, on lui confia le 13e régiment, et il réussit à calmer les troubles de l'Ouest. En avril 1831, il fut nommé maréchal de camp et eut bientôt le commandement du Morbihan, puis du Finistère. Il a été fait commandeur de la Légion d'honneur en 1834 et a commandé par intérim la 13e division militaire. Il est mort dans le courant du mois d'août 1847.
Marié à Adélaïde-Louise Poirier, fille adoptive de Prégent-Louis Poirier, il est le père du général Louis-Henri-Fulgence Janin.